# 膨脹新脊介
膨脹新脊介（学名：Neonesidea expansa）为土菱介科新脊介屬下的一个种。